# Helina barpana
Helina barpana este o specie de muște din genul Helina, familia Muscidae. A fost descrisă pentru prima dată de Walker în anul 1849. Conform Catalogue of Life specia Helina barpana nu are subspecii cunoscute.